# Místopisné názvy podle rostlin
V minulosti byly mnoha místům dávána jména podle stromů, keřů a rostlin. Jedná se mnohdy o duplicitní názvy, nacházející se ve jménech sídel po celé České a Slovenské republice. Na rozdíl od stromů, pomálu byla lidská sídla nazývána podle rostlin. Také se jedná o názvy míst, které jsou pojmenovány dle jevů přírodních či jevů změněných člověkem v krajině. Pokud se jednalo o stromy, nejčastější jméno bylo podle nejobvyklejších druhů, jako je Český národní symbol lípa, dále pak bříza, buk a v neposlední řadě i dub, jako symbol síly. Ostatní, lidem známé stromy jsou však také zastoupeny.

## Borovice
Již v České hymně zaznívá, že bory šumí po skalinách… Jednalo se o lidská sídla, která byla již v minulosti, stejně jak dnes ukryta kdesi uprostřed hvozdů. Přirozeně se borovice vyskytovala v nepřístupných lesních a pohraničních oblastech.
Bor, Borohrádek, Borotice, Borotín, Borová, Borová Lada, Borovany, Borovina, Borovnice, Borovnička, Borovná, Borovník, Borovníky, Borovno, Bory.

## Buk
Jelikož většinu rozlohy České republiky v minulosti pokrývaly smíšené lesy, zejména bukojedlové spolu s tisem, je i název odvozený podle buku velice častý. Bukové dřevo bylo pro svoji vytrvalost v klimatických podmínkách velice užívané a proto během věků byla většina bukových pralesů vykácena. Jako památka po jejich výskytu v daném místě většinou zůstaly již jen místopisné názvy.
Buk, Bukov, Bukov, Bukovany, Bukovec, Bukovice, Bukovina, Bukovinka, Buková, Buková hora, Bučovice (rozcestník), Malá Bukovina.

## Bříza
Také rychle rostoucí bříza dala za vznik několika místům v České republice i na Slovensku. Stala se inspirací i pro básníky, jakými byl i Vítězslav Hálek a jeho dílo V Přírodě.
Březí (rozcestník), Březina, Březinka, Březnice, Brezno, Březno, Březovice (rozcestník), Březová, Malé Březno, Malé Březno, Podbrezová, Horní Bříza, Česká Bříza.

## Dub
Díky své síle a tvrdosti byl dub odpradávna posvátným stromem, zejména u Keltů. Dubové dřevo bylo používáno k výrobě dubových sudů, podlah, lodí. Pro vysokou omlazovací schopnost dubových pařezů vznikaly pařeziny, z jejíchž výmladků bylo dřevo opět lidem využíváno.
Černý Dub, Český Dub, Dub nad Moravou, Dubany, Dubenec, Dubice, Dubňany, Dubné, Dubovka, Dubová, Dubí (rozcestník), Doubek, Dubová hora

## Habr
Habr je většinou strom, pomálu se vyskytuje jako keř. I když dnes je hojně využíván spolu s bukem pro výstavbu živých plotů okolo lidských sídel.
Habry, Habrovany, Habří, Habrová, Habrůvka.

## Hruška
I tento domácí strom je zastoupen, ačkoliv jen v malém počtu.
Hruška, Hrušky (rozcestník), Hrušov, Hrušová, Hrušovany (rozcestník).

## Jabloň
Jabloň se v názvech míst vyskytuje méně často.
Jablonec nad Nisou, Jablonné nad Orlicí, Jablonné v Podještědí, Jabloňov, Jablunkov.

## Javor
Velice běžný strom ve středoevropských podmínkách.
Javorek, Javornice, Javornický potok, Javorník, Javoříčko, Javorový.

## Jedle
V dávných dobách před příchodem kulturních lidí a zemědělců tvořila jedle spolu s bukem souvislou oblast pralesů ve Střední Evropě.
Jedlina, Jedlová.

## Lípa
Lípa byla odpradávna symbolem dlouhověkosti, která mohla dosahovat až deseti lidských generací, až jednoho tisíce let.
Kamenice nad Lipou, Lipina, Lipiny, Lipka, Lipno, Lipná, Lipník, Lipovec, Lipová, Lipí, Lipňany, Lipnice, Lipůvka.

## Líska
Strom pěstovaný pro své plody
Lískovec.

## Olše
V místech okolo vodních ploch, řek a potoků bylo několik míst pojmenováno podle olše.
Oleška (rozcestník), Olešnice, Olešná, Olšanský rybník, Olšany (rozcestník), Olšanské hřbitovy, Olšina, Olší, Olšovice.

## Tis
Dlouhověký strom, který nedosahuje obvyklých výšek stromů a často stovky let roste v podrostech bukojedlových pralesů se zanesl do názvů míst, v jejichž okolí rostl. Dnes je tis ve volné přírodě chráněný, protože se vyskytuje jen na nemnoha místech České a Slovenské republiky.
Tisová, Tisovec.

## Ořech
Název zřejmě podle výskytů jedlých plodů lísky či Ořešáku královského
Ořechov, Velký Ořechov, Ořešín.

## Další rostliny
Pravděpodobně i další názvy míst byly pojmenovány podle rostlin.
Dřínov, Makov, Ostružno, Růžov, Vřesina, Vřesovice, Květnov, Květinov, Křenov, Křenovice, Klokočí, Klokočské skály, Jahodná

## Další názvy souvisící s rostlinami
Další místopisné názvy nejsou odvozeny od konkrétních rostlin, ale od rostlinných společenství (les, háj, hvozd, louka) nebo rostlinných částí (trn).
Hvozd (rozcestník), Hvozdec, Hvozdnice, Hvožďany, Háje (rozcestník), Krásný Les, Loukov, Loučka, Loučky, Loučná, Loukovice, Luhov, Luhy, Lukavec, Lukavice, Lukov, Luková, Lučice, Lužany, Lužice (rozcestník), Lužnice (rozcestník), Lužná, Mezilesí, Meziluží, Mrsklesy, Nová Louka, Nové Sady, Podhájí, Podlesí, Sadová, Trnová, Trnava (rozcestník), Trnávka, Trněný Újezd, Zahrádky, Zahájí, Záboří, Zálesí (rozcestník), Zálužice (rozcestník), Záluží.